# فريدريش هاينريش ألبرت فانرين
فريدريش هاينريش ألبرت فانرين (بالألمانية: Albert Wangerin)‏ (18 نوفمبر 1844 - 25 أكتوبر 1933) رياضياتي ألماني.

## الروابط الخارجية
- فريدريش هاينريش ألبرت فانرين في شجرة علماء الرياضيات